# Teatro Cervantes (Almeria)
El Teatro Cervantes d'Almeria és una sala de teatre situada al carrer del poeta Villaespesa, número 1, d'Almeria. També fa les funcions de cinema. El seu propietari és el Círculo Mercantil e Industrial. Va ser inaugurat el 1921 i dissenyat per l'arquitecte Enrique López Rull.